# 김삿갓 (영화)
"김삿갓"은 1957년 7월 18일에 개봉한 대한민국의 영화이다. 김삿갓이라 불리었던 난고 김병연의 일대기를 그린 흑백영화이며 삿갓을 쓰며 조선 팔도강산을 돌아다니며 여러 사람을 만나고 일들을 겪게된다는 이야기를 그린다.

## 줄거리
조선 팔도강산을 떠돌며 오직 삿갓과 지팡이를 짚으며 유랑하는 인물 김삿갓. 그는 사실 홍경래의 난 당시 황해도 선천부사를 지냈던 조부 김익순이 홍경래의 난군에게 항복했다는 사실을 알게되고 세상을 등지며 팔도강산 유랑을 하고있다. 그리고 가는 곳마다 부정으로 얼룩진 세상을 비판하고 조소하며 글귀를 남기며 인상을 남긴다.  
그러나 그가 들릴 때마다 절의 노승에서부터 민가까지 문전박대와 조롱을 당하기도 하고 가난한 모녀의 집에 들려서 겨우 밥을 먹기도 하면서 그는 세상이 때로는 야박하고 다정함도 있다는 것을 알게된다.  
하루는 쉬어가던 중에 선비인 노담을 만나게 되고 풍류를 읊는 선비들이 모이는 가해라는 여자의 집에 머무르면서 서당을 내게되고 그녀의 딸인 가련을 보게되면서 그녀에게 호감을 보인다. 그러나 그녀는 사실 홍경래의 딸이었으며 이를 알게 된 삿갓은 걱정에 잠기게 되다가 새로운 여인인 향아를 만나서 사랑을 하게 된다. 이를 알게 된 향아의 부친은 딸을 하인 억만에게 정략적으로 시집을 보내지만 그는 성불구자로 사랑을 할 수 없는 인물이었으며 결국 향아는 삿갓과 연인이 된다. 
한편 삿갓에게 실연된 가련은 비구니가 되어서 출가하게 되고 향아 역시 억만을 사랑하게 되면서 삿갓은 다시 정처없는 유랑길을 떠나게 되는데....

## 배역
- 김동원 : 노담 역
- 황정순 : 가 해 역
- 김승호 : 홍경래 역
- 박경주 : 병연 역
- 이향 : 안참봉역
- 이영옥 : 향아 역
- 박옥란 : 가련 역
- 백송이 : 억만 역
- 고설봉 : 향아 부친 역
- 박영태 : 삿갓의 부친 역
- 노재신 : 삿갓의 모친 역
- 장훈 : 삿갓의 형 역
- 이희숙 : 삿갓의 처 역
- 박림 : 김익순 역
- 정민 : 토평사 역
- 박순봉 : 청지기 역
- 이기홍 : 부장 역
- 백성희 : 부인 역
- 김향자 : 아들 익균 역
- 정숙희 : 며느리 역
- 김백소 : 노승 역
- 강규식 : 박부장 역
- 사성근 : 사대부 역
- 허림 : 초립동 역
- 전예출 : 집사 역
- 전묵천 : 무관 역